# Godisson
Godisson est une ancienne commune française, située dans le département de l'Orne en région Normandie, peuplée de 103 habitants.
En 2025, elle fusionne avec Les Authieux-du-Puits, La Genevraie, Le Merlerault et Nonant-le-Pin pour devenir Merlerault-le-Pin.

## Géographie

### Description
La commune est aux confins du pays d'Ouche, du pays d'Auge, de la plaine d'Argentan, de la campagne d'Alençon et du Perche. Son bourg est à 3,5 km au sud-ouest du Merlerault, à 11 km au nord-est de Sées et à 15 km au nord-ouest de Courtomer.

### Communes limitrophes
| Nonant-le-Pin         | Le Merlerault      | Le Merlerault                         |
| Marmouillé, Chailloué | Godisson           | Le Merlerault                         |
| Neuville-près-Sées    | Neuville-près-Sées | La Genevraie, Saint-Léonard-des-Parcs |

### Climat
Pour des articles plus généraux, voir Climat de la Normandie et Climat de l'Orne.
En 2010, le climat de la commune est de type climat océanique dégradé des plaines du Centre et du Nord, selon une étude du CNRS s'appuyant sur une série de données couvrant la période 1971-2000. En 2020, Météo-France publie une typologie des climats de la France métropolitaine dans laquelle la commune est dans une zone de transition entre le climat océanique et le climat océanique altéré et est dans la région climatique Normandie (Cotentin, Orne), caractérisée par une pluviométrie relativement élevée (850 mm/a) et un été frais (15,5 °C) et venté. Parallèlement le GIEC normand, un groupe régional d’experts sur le climat, différencie quant à lui, dans une étude de 2020, trois grands types de climats pour la région Normandie, nuancés à une échelle plus fine par les facteurs géographiques locaux. La commune est, selon ce zonage, exposée à un « climat des plateaux abrités », se caractérisant par une pluviométrie et des contraintes thermiques modérées mais aussi, par effet de continentalité, des températures plus contrastées qu'au nord dans la plaine de Caen, avec communément 10 à 15 jours par an de plus de froid en hiver et de chaleur en été.
Pour la période 1971-2000, la température annuelle moyenne est de 10,4 °C, avec une amplitude thermique annuelle de 13,8 °C. Le cumul annuel moyen de précipitations est de 818 mm, avec 12,9 jours de précipitations en janvier et 7,9 jours en juillet. Pour la période 1991-2020, la température moyenne annuelle observée sur la station météorologique la plus proche, située sur la commune du Merlerault à 3 km à vol d'oiseau, est de 0,0 °C et le cumul annuel moyen de précipitations est de 0,0 mm,. Pour l'avenir, les paramètres climatiques de la commune estimés pour 2050 selon différents scénarios d’émission de gaz à effet de serre sont consultables sur un site dédié publié par Météo-France en novembre 2022.

## Urbanisme

### Typologie
Au 1er janvier 2024, Godisson est catégorisée commune rurale à habitat dispersé, selon la nouvelle grille communale de densité à sept niveaux définie par l'Insee en 2022.
Elle est située hors unité urbaine et hors attraction des villes,.

### Occupation des sols
L'occupation des sols de la commune, telle qu'elle ressort de la base de données européenne d’occupation biophysique des sols Corine Land Cover (CLC), est marquée par l'importance des territoires agricoles (97,9 % en 2018), en augmentation par rapport à 1990 (94,5 %). La répartition détaillée en 2018 est la suivante :
prairies (72,7 %), terres arables (25,2 %), forêts (2,1 %). L'évolution de l’occupation des sols de la commune et de ses infrastructures peut être observée sur les différentes représentations cartographiques du territoire : la carte de Cassini (XVIIIe siècle), la carte d'état-major (1820-1866) et les cartes ou photos aériennes de l'IGN pour la période actuelle (1950 à aujourd'hui).

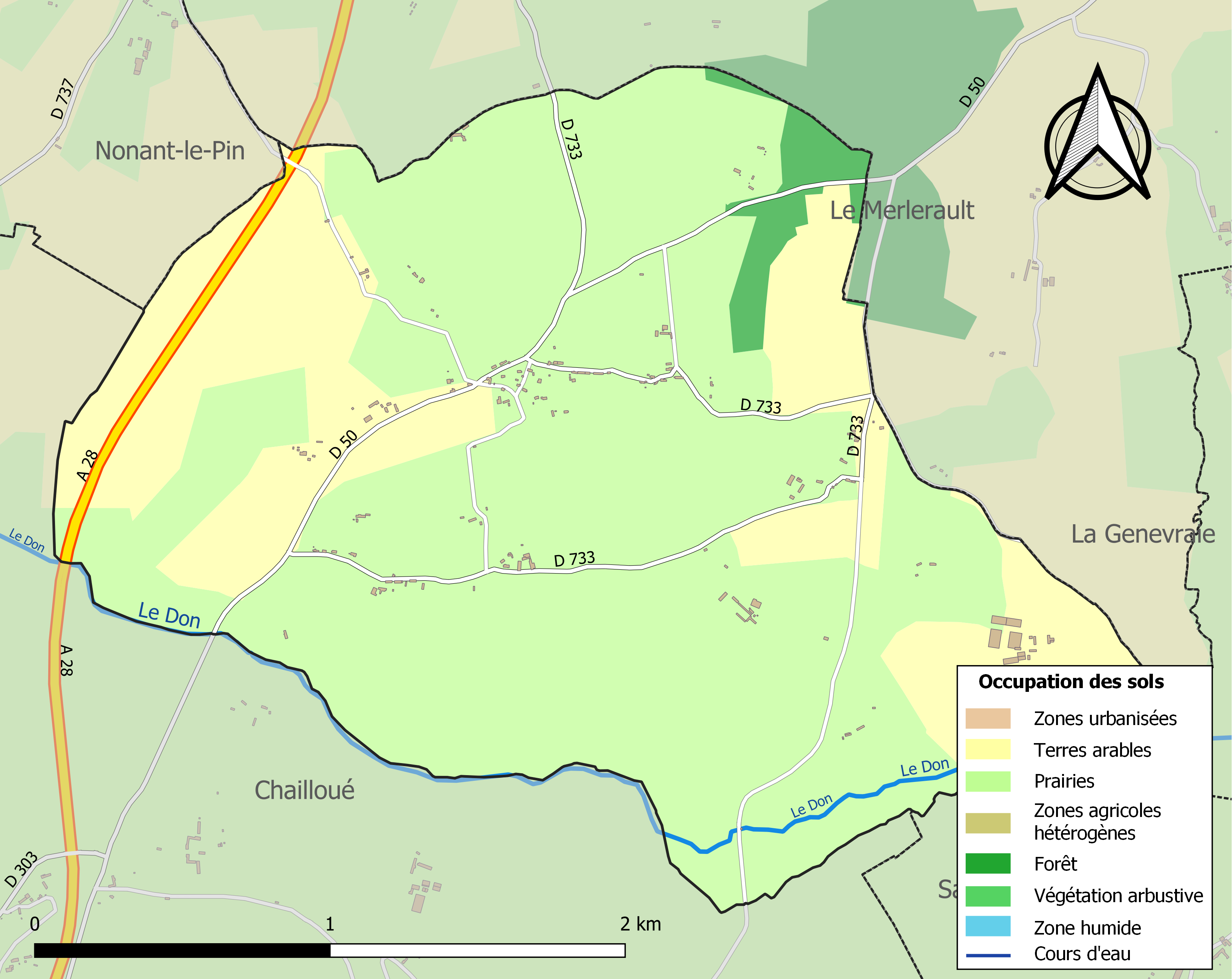
Carte des infrastructures et de l'occupation des sols de la commune en 2018 (CLC).

### Habitat et logement
En 2018, le nombre total de logements dans la commune était de 59, alors qu'il était de 58 en 2013 et de 55 en 2008.
Parmi ces logements, 75,9 % étaient des résidences principales, 22,4 % des résidences secondaires et 1,7 % des logements vacants. Ces logements étaient pour 94,7 % d'entre eux des maisons individuelles et pour 5,3 % des appartements.
Le tableau ci-dessous présente la typologie des logements à Godisson en 2018 en comparaison avec celle de l'Orne et de la France entière. Une caractéristique marquante du parc de logements est ainsi une proportion de résidences secondaires et logements occasionnels (22,4 %) très supérieure à celle du département (10,5 %) et à celle de la France entière (9,7 %). Concernant le statut d'occupation de ces logements, 76,7 % des habitants de la commune sont propriétaires de leur logement (79,1 % en 2013), contre 64,3 % pour l'Orne et 57,5 % pour la France entière.
| Typologie                                               | Godisson | Orne | France entière |
| ------------------------------------------------------- | -------- | ---- | -------------- |
| Résidences principales (en %)                           | 75,9     | 78,3 | 82,1           |
| Résidences secondaires et logements occasionnels (en %) | 22,4     | 10,5 | 9,7            |
| Logements vacants (en %)                                | 1,7      | 11,2 | 8,2            |

## Toponymie
Le nom de la localité est attesté sous la forme Godechon en 1327.
L'origine du toponyme Godisson est incertaine. René Lepelley y voit le germanique wald, « forêt », ayant évolué en god, tout comme Wilhelm a été transformé en Guillaume en français.
Le gentilé est Godissonnais.

## Politique et administration

### Rattachements administratifs et électoraux

#### Rattachements administratifs
La commune se trouve depuis 1926 dans l'arrondissement d'Alençon du département de l'Orne.
Elle faisait partie depuis 1801 du canton de Courtomer. Dans le cadre du redécoupage cantonal de 2014 en France, cette circonscription administrative territoriale a disparu, et le canton n'est plus qu'une circonscription électorale.

#### Rattachements électoraux
Pour les élections départementales, la commune fait partie depuis 2014 du canton de Rai.
Pour l'élection des députés, elle fait partie de la première circonscription de l'Orne.

### Intercommunalité
Godisson était membre de la communauté de communes du Pays de Courtomer, un établissement public de coopération intercommunale (EPCI) à fiscalité propre créé fin 1995 et auquel la commune avait transféré un certain nombre de ses compétences, dans les conditions déterminées par le code général des collectivités territoriales.
Conformément aux prescriptions de la loi de réforme des collectivités territoriales du 16 décembre 2010, qui a prévu le renforcement et la simplification des intercommunalités et la constitution de structures intercommunales de grande taille, cette intercommunalité a fusionné le 1er janvier 2013 avec sa voisine pour former la communauté de communes de la Vallée de la Haute Sarthe. Toutefois, Godisson n'intègre pas cet ensemble, mais la communauté de communes des Vallées du Merlerault formée le regroupement de deux autres intercommunalités, qui n'atteint alors que 4 525 habitants. Dans le cadre des dispositions de la loi portant nouvelle organisation territoriale de la République du 7 août 2015, qui prévoit que les établissements publics de coopération intercommunale (EPCI) à fiscalité propre doivent avoir un minimum de 15 000 habitants, une nouvelle fusion intervient le 1er janvier 2017, aboutissant à la création de l'actuelle communauté de communes des Vallées d'Auge et du Merlerault, dont est désormais membre Godisson.

### Administration municipale
Compte tenu de la population de la commune, son conseil municipal est composé de onze membres dont le maire et ses adjoints.

### Liste des maires
| Période                                  | Période                        | Identité          | Étiquette | Qualité                                   |
| ---------------------------------------- | ------------------------------ | ----------------- | --------- | ----------------------------------------- |
| Les données manquantes sont à compléter. |                                |                   |           |                                           |
| avant 1988                               |                                | Marcel Chateau    |           |                                           |
| 1991                                     | 2001                           | Bernard Lurson    |           | Agriculteur                               |
| mars 2001                                | mars 2013                      | Isabelle Bonhomme | SE        | Salariée du secteur public Démissionnaire |
| avril 2013                               | mars 2014                      | Mickaël Boulay    | SE        | Salarié d'entreprise d’élagage            |
| mars 2014                                | En cours (au 16 décembre 2022) | Patrick Lurson    | SE        | Éleveur Réélu pour le mandat 2020-2026    |

## Population et société

### Démographie
L'évolution du nombre d'habitants est connue à travers les recensements de la population effectués dans la commune depuis 1793. Pour les communes de moins de 10 000 habitants, une enquête de recensement portant sur toute la population est réalisée tous les cinq ans, les populations de référence des années intermédiaires étant quant à elles estimées par interpolation ou extrapolation. Pour la commune, le premier recensement exhaustif entrant dans le cadre du nouveau dispositif a été réalisé en 2005.

En 2022, la commune comptait 103 habitants, en évolution de −6,36 % par rapport à 2016 (Orne : −3,21 %, France hors Mayotte : +2,11 %).
| 1793 | 1800 | 1806 | 1821 | 1836 | 1841 | 1846 | 1851 | 1856 |
| ---- | ---- | ---- | ---- | ---- | ---- | ---- | ---- | ---- |
| 370  | 347  | 330  | 328  | 341  | 326  | 288  | 278  | 255  |

| 1861 | 1866 | 1872 | 1876 | 1881 | 1886 | 1891 | 1896 | 1901 |
| ---- | ---- | ---- | ---- | ---- | ---- | ---- | ---- | ---- |
| 255  | 266  | 245  | 252  | 226  | 210  | 204  | 187  | 177  |

| 1906 | 1911 | 1921 | 1926 | 1931 | 1936 | 1946 | 1954 | 1962 |
| ---- | ---- | ---- | ---- | ---- | ---- | ---- | ---- | ---- |
| 199  | 182  | 192  | 190  | 171  | 176  | 170  | 174  | 132  |

| 1968 | 1975 | 1982 | 1990 | 1999 | 2005 | 2006 | 2010 | 2015 |
| ---- | ---- | ---- | ---- | ---- | ---- | ---- | ---- | ---- |
| 165  | 126  | 91   | 68   | 101  | 106  | 107  | 114  | 111  |

| 2020 | 2022 | - | - | - | - | - | - | - |
| ---- | ---- | - | - | - | - | - | - | - |
| 105  | 103  | - | - | - | - | - | - | - |

### Manifestations culturelles et festivités
Tous les ans, un vide-greniers est organisé, près de l'actuelle mairie.

## Culture locale et patrimoine

### Lieux et monuments
- Église Saint-Georges.
- Chapelle à la Coquenne style XVIIIe siècle.
- Vestiges du château du Mesnil Hurel.

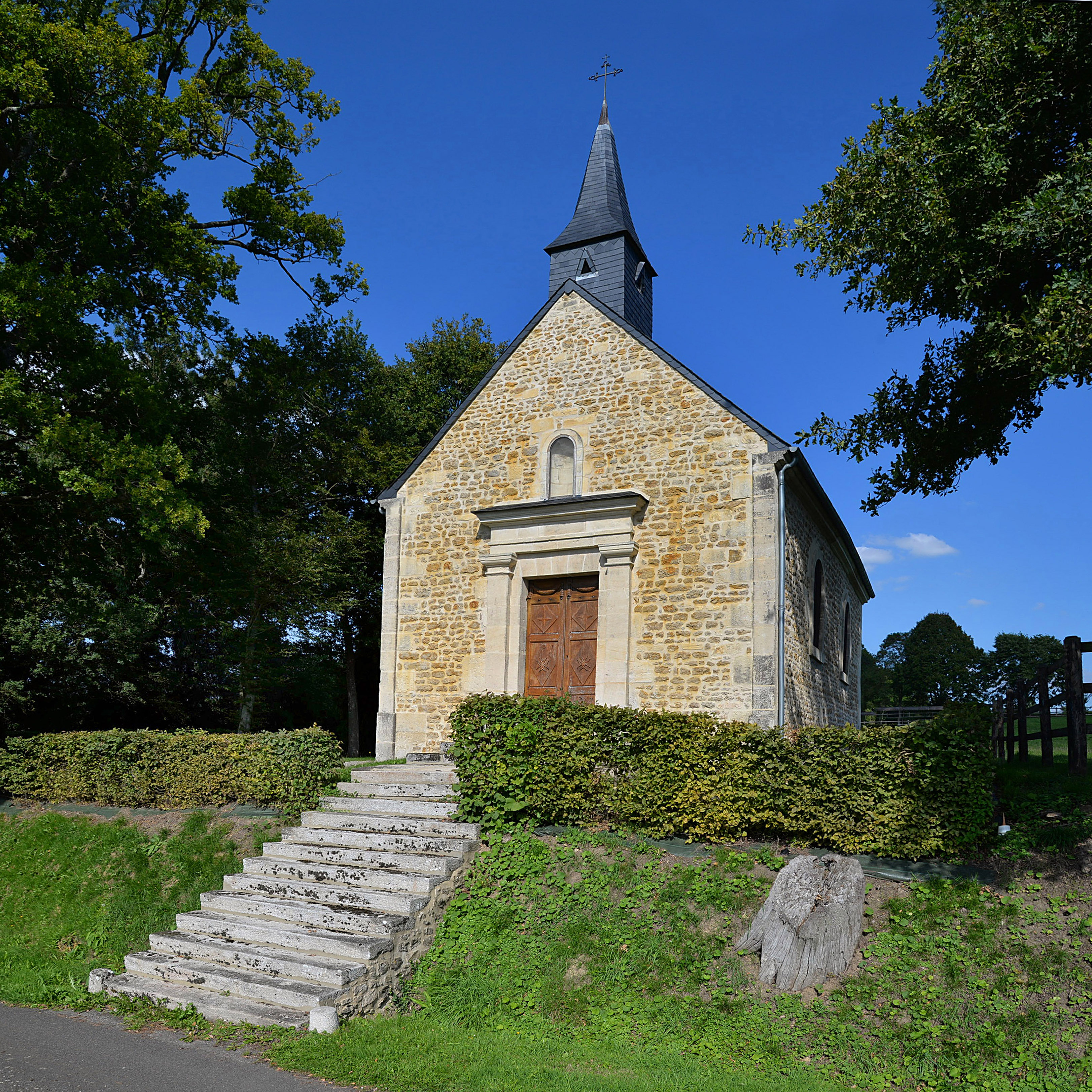
La chapelle Notre-Dame-de-la-Coquenne.

### Personnalités liées à la commune
- Daniel Leveau, champion cycliste, y est né en 1949.